# European Express
L‘European Express est un ferry ayant été exploité par la compagnie grecque NEL Lines. Construit de 1973 à 1974 par les chantiers Nippon Kokan de Shimizu pour la compagnie japonaise Nippon Car Ferry sous le nom de Takachiho Maru (高千穂丸, Takachiho Maru), il effectuait à l'origine les liaisons entre Honshū et Kyūshū. Transféré en 1990 au sein de Seacom Ferry puis en 1992 dans la flotte de Marine Express, il est retiré du service en 1998 et vendu l'année suivante à la société chypriote Access Ferries qui le rebaptise Millennium Express. Exploité dans un premier temps sur les lignes de son propriétaire entre la Grèce, Chypre et Israël, il sera affrété par divers armateurs à compter de 2000 tels que la Compagnie tunisienne de navigation, Algérie Ferries ou encore la Compagnie marocaine de navigation. Renommé European Express en 2007, il intègre en 2010 la flotte de l'armateur grec NEL Lines qui le fait naviguer en mer Égée ou en mer Adriatique selon période. Sa carrière est interrompue en 2014 en raison des difficultés financières de NEL Lines. Désarmé à Perama, il sera finalement démoli en 2019 aux chantiers d'Aliağa en Turquie.

## Histoire

### Origines et construction
En 1971, la compagnie Nippon Car Ferry inaugure ses lignes inter-îles entre Honshū et Kyūshū. À l'occasion, l'armateur avait fait construire six car-ferries aux caractéristiques voisines et mis en place un réseau partant des régions du Kantō et du Kansai vers la ville de Hyūga. Rapidement, la compagnie décide de la construction de deux nouveaux navires inspirés des précédents pour sa ligne phare entre Kawasaki et Hyūga.
D'une conception similaire à celle de leurs prédécesseurs, les futurs Takachiho Maru et Mimitsu Maru affichent cependant des dimensions bien plus importantes avec leur longueur d'environ 160 mètres. À l'instar des précédents navires, ils sont davantage orientés vers le transport des passagers avec une capacité d'environ 1 000 personnes et un garage pouvant accueillir 150 véhicules. Mais l'évolution la plus significative par rapport à la précédente génération réside dans leur appareil propulsif nettement plus puissant, permettant d'atteindre des vitesses avoisinant les 25 nœuds en service.
Pour permettre une mise en service simultanée des deux navires à l'horizon 1974, leur réalisation est confiée à deux chantiers différents. Le Takachiho Maru est ainsi construit par les chantiers Nippon Kokan de Shimizu dans la préfecture de Shizuoka. Mis sur cale le 18 mai 1973, le navire est lancé le 24 octobre et achevé les mois suivants. Il est ensuite livré à Nippon Car Ferry le 15 février 1974. Le Takachiho Maru et son jumeau ont par ailleurs la particularité d'avoir leur nom entièrement écrit en kanjis, là où les autres navires de la marine marchande japonaise contemporaine ont leurs noms écrits plutôt en hiraganas ou en katakanas.

### Service

#### Nippon Car Ferry/Seacom Ferry/Marine Express (1974-1999)
Le Takachiho Maru est mis en service le 1er mars 1974 entre Kawasaki et Hyūga. Naviguant à environ 25 nœuds, le navire et son jumeau sont alors les plus rapides du Japon. Leur vitesse permet de réduire le temps de traversée de cinq heures, permettant à Nippon Car Ferry de proposer une rotation quotidienne avec deux navires au lieu de quatre jusqu'alors.
Le 9 septembre 1982 vers 19h05, alors qu'il se trouve à la sortie du chenal d'Uraga par temps nuageux et vent de force 4, le Takachiho Maru est heurté sur son flanc tribord arrière par le cargo Sanwa Fontaine. Les dégâts sont cependant mineurs, la coque du car-ferry est enfoncée sur une vingtaine de mètres au dessus de la ligne de flottaison tandis que le cargo est endommagé au niveau de sa partie bâbord avant avec une légère déchirure de 17 mètres. La responsabilité de l'accident sera imputée à l'équipage du Takachiho Maru qui naviguait à une vitesse trop élevée sans respecter les distances de sécurité dans le chenal.
Vers la fin des années 1980, le navire subit une refonte durant laquelle son mat arrière, qui se trouvait initialement sur la cheminée, est déplacé derrière celle-ci. Ce mat arrière sera à nouveau replacé sur la cheminée vers la fin des années 1990.
En 1990, Nippon Car Ferry, en proie à d'importantes difficultés financières, est rachetée par la société Seacom. Le Takachiho Maru, à l'instar des autres navires de la flotte, est alors transféré au sein de la nouvelle entité Seacom Ferry, reprenant les activités de Nippon Car Ferry.
En 1992, Seacom Ferry rompt toutefois ses relations avec sa maison mère. La compagnie change une nouvelle fois de nom et devient Marine Express. À l'occasion, la coque du navire est repeinte en rouge.
En juin 1993, la mise en service du nouveau Phoenix Express sur la ligne de Kawasaki entraîne le déplacement du Takachiho Maru sur la ligne entre Ōsaka et Miyazaki.
Supplanté à nouveau en décembre 1996 par le Miyazaki Express, il change une nouvelle fois d'affectation et retourne desservir Hyūga, cette fois-ci au départ de Kobe en remplacement du ferry Ebino. Cette ligne sera toutefois fermée en mai 1998 en raison des difficultés financières de Marine Express, entraînant le retrait du Takachiho Maru.
Mis en vente, il est acquis le 11 septembre 1999 par la société chypriote Access Ferries.

#### Access Ferries (1999-2019)
Après avoir quitté le Japon sous le nom de Ho Maru, le navire est rebaptisé Millennium Express à son arrivée en Grèce. Après quelques travaux de transformation, il est mis en service le 2 mai 2000 sur les lignes d'Access Ferries entre la Grèce, Chypre et Israël.
À partir du mois de juin, il est affrété par la Compagnie tunisienne de navigation (CTN) qui le fait naviguer entre la Tunisie, l'Italie et la France jusqu'au mois de septembre. À la suite de cet affrètement, il retourne desservir les lignes d'Access Ferries.
En mars 2001, il est affrété par la compagnie portoricaine Ferries de Caribe qui l'exploite entre Porto Rico et la République dominicaine jusqu'en mai 2003. À l'issue de l'affrètement, il réintègre la flotte d'Access Ferries qui le fait naviguer à partir de juillet entre l'Italie et la Turquie jusqu'en septembre.
En janvier 2004, il est affrété par la compagnie nationale algérienne de navigation (CNAN) qui l'emploie à partir du mois de février entre l'Algérie, l'Espagne et la France.
En septembre 2006, il rejoint Hambourg en Allemagne afin de subir une importante refonte au niveau de ses machines. À l'occasion, il est renommé European Express en mai 2007. Une fois les travaux terminés en juin, il est affrété par la compagnie publique algérienne Algérie Ferries et navigue entre l'Algérie et la France jusqu'en 2008. Il est ensuite affrété par la Compagnie marocaine de navigation (Comanav) qui l'exploite entre le Maroc et la France jusqu'en 2009.
En juillet 2010, il est une énième fois affrété, cette fois-ci par la compagnie grecque NEL Lines. Il débute alors son service le 15 juillet en mer Égée entre Le Pirée et les îles de Chios et Lesbos.
Le 10 octobre, il est légèrement endommagé après être entré en collision avec un autre navire alors qu'il effectuait sa manœuvre d'accostage au Pirée.
À partir de l'été 2013, l‘European Express est employé en mer Adriatique dans le cadre d'un partenariat entre NEL Lines et la compagnie Ventouris. Il navigue alors de juillet à septembre entre Bari en Italie et les villes grecques d'Igoumenitsa et Corfou ainsi que les îles ioniennes de Zante et Céphalonie. À l'issue de l'été, il retourne naviguer en mer Égée.
Confronté à une situation financière difficile, l'armateur NEL Lines met fin le 13 novembre 2014 au contrat d'affrètement de l‘European Express qui est désarmé à Perama. Abandonné durant plus de quatre ans, il est finalement vendu à la démolition en Turquie en janvier 2019. Échoué sur la plage d'Aliağa le 27 janvier, il est démantelé au cours des mois suivants.

## Aménagements
L‘European Express possédait 9 ponts. Si le navire s'étend en réalité sur 10 ponts, l'un d'entre eux était inexistant au niveau du garage afin de permettre au navire de transporter du fret. Les locaux passagers occupaient initialement les ponts 5 et 6 ainsi qu'une partie du pont 4. En 1999, le garage du pont 4 est supprimé et remplacé par des cabines. Le pont 7 était consacré à l'équipage et la totalité du pont 3 et, jusqu'en 1999, l'arrière du pont 4, abritait quant à eux le garage.

### Locaux communs
Au cours de sa carrière sous pavillon japonais, les passagers avaient à leur disposition un restaurant-cafétéria, un bar-pub, un izakaya, une salle de jeux, un cinéma, un sauna ainsi qu'un coin enfants.
À la suite des transformations de 1999-2000, le navire était équipé d'un bar-salon, d'un restaurant self-service et d'un restaurant à la carte ainsi que deux boutiques, dont une hors taxe, un casino et un salon de lecture sur le pont 5. Sur le pont 6 à l'arrière, un bar extérieur était également présent.

### Cabines
Au début de sa carrière, le Takachiho Maru était équipé de deux suites à deux personnes et 42 cabines luxe à deux, 38 cabines de 1re classe à quatre de style occidental, six à quatre et deux à six de style japonais. Le navire disposait aussi de 740 places en couchettes en classe Touriste.
Après le rachat du navire et les transformations effectuées en Grèce, les cabines de la 1re classe ainsi que les suites sont conservées tandis que les installations de la classe Touriste sont supprimées et remplacées par de nouvelles cabines sur le pont 4. Des salons fauteuils sont également ajoutés sur les ponts 4 et 6.

## Caractéristiques
L‘European Express mesurait 159,52 mètres de long pour 21,50 mètres de large, son tonnage était à l'origine de 9 536 UMS avant d'être porté en 1999 à 15 074 UMS. Il pouvait embarquer dans sa configuration initiale 1 018 passagers puis 982 après sa transformation. Il possédait un garage pouvant contenir 150 véhicules particuliers ainsi que 62 remorques de 8 mètres. Le garage était accessible par deux portes rampes axiale, l'une située à la proue et l'autre à la poupe. La porte avant sera toutefois condamnée lors des travaux de 1999. La propulsion de l‘European Express était assurée par deux moteurs diesels semi-rapides Mitsubishi-MAN V9V52/55 développant une puissance de 26 480 kW entrainant deux hélices faisant filer le bâtiment à une vitesse de 25,6 nœuds. Les dispositifs de sécurité se composaient à l'époque essentiellement de radeaux de sauvetage, ils ont ensuite été complétés en 1999 par deux embarcations de sauvetage fermées de grande taille.

## Lignes desservies
Lors de ses services successifs au sein de Nippon Car Ferry, Seacom Ferry et Marine Express, de 1974 à 1998, le Takachiho Maru a relié les îles d'Honshū et de Kyūshū, d'abord sur la lignes Kawasaki - Hyūga, puis Ōsaka - Miyazaki à partir de 1993 et enfin Kobe - Hyūga de 1996 à 1998.
Le navire a ensuite navigué pour le compte de la compagnie Access Ferries entre la Grèce, Chypre et Israël sur la ligne Le Pirée - Limassol - Haïfa en mai et septembre 2000 mais aussi entre Brindisi en Italie et Çeşme en Turquie en 2003.
Mais sa carrière se caractérise principalement par divers affrètements, tout d'abord par la CTN entre Tunis, Gênes et Marseille au cours de l'été 2000, la compagnie portoricaine Ferries Del Caribe entre 2001 et 2003 entre Mayagüez à Porto Rico et Saint-Domingue en République dominicaine. Il a ensuite navigué pour les compagnies publiques algériennes CNAN et Algérie Ferries de 2004 à 2008 et navigué entre Oran et Alger, en Algérie vers Marseille et Sète en France ou Barcelone, en Espagne. Il a ensuite navigué de 2008 à 2009 entre Sète et Nador au Maroc sous les couleurs de la Comanav.
Le navire a ensuite été affrété quatre ans à compter de 2010 par la compagnie grecque NEL Lines qui l'a employé en mer Égée entre Le Pirée et les îles de Chios et Lesbos mais aussi en 2013 dans l'Adriatique entre Bari, Igoumenitsa, Corfou, Zante, Céphalonie. Il a ensuite terminé sa carrière en naviguant en mer Égée vers l'archipel des Cyclades avant que son contrat d'affrètement ne soit résilié fin 2014.